# Richard Portnow
Richard Portnow (Brooklyn (New York), 26 januari 1947) is een Amerikaans acteur en filmproducent. 

## Biografie
Portnow werd geboren in de borough Brooklyn van New York. Hij studeerde af met een bachelor of arts in spreken en theaterwetenschap aan de Brooklyn College aldaar. 
Portnow begon in 1980 met acteren in de film Roadie, waarna hij in nog meer dan 190 films en televisieseries speelde. Naast het acteren voor televisie is hij ook actief in het theater in zowel New York als Londen. Hij speelde eenmaal op Broadway, in 1987 speelde hij de rol van Peter in het toneelstuk A Month of Sundays. 

## Filmografie

### Films
Selectie:
- 2016 Café Society - als Walt
- 2016 Soy Nero - als Murray
- 2015 Trumbo - als Louis B. Mayer
- 2013 Oldboy - als Bernie Sharkey
- 2012 Hitchcock - als Barney Balaban
- 2012 Two Jacks - als Lorenzo
- 2009 Law Abiding Citizen - als Bill Reynolds
- 2008 The Spirit - als Donenfeld
- 2008 Tinker Bell - als minister van de herfst (stem)
- 2006 Find Me Guilty - als Max Novardis
- 1999 Ghost Dog: The Way of the Samurai - als Handsome Frank
- 1998 Fear and Loathing in Las Vegas - als man met wijngekleurde pak
- 1997 Bella Mafia - als Anthony Moreno
- 1997 Mad City - als agent van Brackett
- 1996 Bogus - als M. Clay Thrasher
- 1995 Se7en - als dr. Beardsley
- 1994 Trial by Jury - als Leo Greco
- 1992 Sister Act - als Willy
- 1992 Beethoven - als man met geweer in koffer
- 1991 Father of the Bride - als Al
- 1991 For the Boys - als Milt
- 1991 Barton Fink - als rechercheur Mastrionotti
- 1990 Kindergarten Cop - als kapitein Salazar
- 1990 Havana - als Mike MacClaney
- 1989 Chattahoochee - als dr. Debner
- 1989 Say Anything... - als IRS agent Stewart
- 1988 Twins - als winkeleigenaar
- 1987 Good Morning, Vietnam - als Dan 'The Man' Levitan
- 1987 Tin Men - als Carly
- 1987 Radio Days - als Sy
- 1985 Desperately Seeking Susan - als gast op feest

### Televisieseries
Selectie:
- 2014 Parks and Recreation - als Mitch Savner - 3 afl.
- 2010 Outlaw - als senator Sidney Vidalin - 3 afl.
- 2004-2009 Nip/Tuck - als Manny Caldarello - 2 afl.
- 2004-2006 Boston Legal - als rechter Peter Harding - 4 afl.
- 1999-2004 The Sopranos - als Harold 'Mel' Melvoin - 13 afl.
- 1996-1997 EZ Streets - als rechercheur Frank Collero - 10 afl.
- 1996-1997 Mad About You - als Arthur - 2 afl.
- 1993 Home Free - als Vic - 13 afl.
- 1991-1992 Dinosaurs - als Mel Luster - 2 afl.
- 1985-1986 The Equalizer - als politieagent - 3 afl.

### Filmproducent
- 2015 Parallel - film
- 2007 The Indian - film

- Biblioteca Nacional de España: XX5404954
- Bibliothèque nationale de France: cb142170975 (data)
- Gemeinsame Normdatei: 1062071042
- International Standard Name Identifier: 0000 0000 0334 1602
- Library of Congress Control Number: no2001070928
- Virtual International Authority File: 37127721
- WorldCat: E39PBJkHvqp9yRgWCgfx3DY773